# Projet MB.152
Le projet MB-152 est une plateforme de réinvention collaborative et innovante groupant des passionnés d'aéronautique et des étudiants ayant décidé de concevoir, bénévolement, la maquette numérique 3D complète du Bloch MB.152, un avion produit à plusieurs centaines d'exemplaires entre 1938 et 1940 mais dont il ne reste plus aucun spécimen.

## Le projet MB-152

### Les principes du projet
À partir des rares documents techniques d’époque, généralement incomplets, de quelques pièces sauvegardées, la méthode dite de la rétro-conception a été appliquée pour "ré-inventer" le Bloch MB.152.
Animée par des équipes bénévoles, cette mise en fabrication du MB-152 d’après la maquette numérique valide la méthode et les hypothèses de rétro-conception.
Grâce aux outils de conception et de fabrication modernes, ainsi qu’au savoir‑faire des membres du projet, c’est une famille d’avions méconnue qui est redécouverte.

### Les acteurs du projet
Cette renaissance s'articule autour d'une coopération entre :
- 30 collaborateurs bénévoles de Dassault Aviation pour les études et la réalisation d’éléments et d’ensembles de l’avion.
- 4 écoles d'enseignement supérieur, l'École Nationale Supérieure de Mécanique et d'Aérotechnique de Poitiers pour le train d'atterrissage principal, la verrière et la crête du fuselage, l'École supérieure des techniques aéronautiques et de construction automobile pour la dérive, l'Université Paris-Ouest-Nanterre-la-Défense dans le Campus de Ville-d'Avray pour le bâti moteur et l’installation électrique et FIPMéca pour le saumon de voilure.
- Le lycée polyvalent régional Marcel Dassault de Rochefort[4].
- Le lycée professionnel Réaumur de Poitiers pour l'arceau pilote et sa plaque de blindage.

## La méthodologie

### La recherche documentaire
C’est sur une base documentaire réduite que les membres de l’équipe ont débuté la reconception du Bloch MB.152.
Ils s’appuient principalement sur une copie d’une notice descriptive éditée en janvier 1940 par le Ministère de l’Air. Ce manuel est riche en dessins et en vues écorchées donnant les détails de bon nombre de nœuds et sous-ensembles structuraux.
Il ne donne, malheureusement, aucune cote, à part celles des dimensions générales.
Faute de données chiffrées, il faut donc faire des hypothèses de conception, tenter de se remettre autant que faire se peut dans l’état d’esprit des ingénieurs du bureau d’études d’alors, en prenant en compte les techniques de fabrication et contraintes de production de l’époque : en un mot, retrouver l’esprit des constructions aéronautiques de la fin des années 1930.
Sources et références des gisements documentaires ,,,,,,,,,,,,

### La recherche des pièces d'époque
La démarche consistant à modéliser le plus fidèlement possible la structure originale de l’avion a été facilitée par le fait que l’équipe du projet ait pu avoir accès à des pièces d’époque retrouvées sur le site du crash d’un Bloch MB.152 tombé en Normandie en 1940.
L’association ANSA 39/45, qui a exhumé ces pièces, l’a aimablement reçue et lui a permis de recenser toutes les reliques en sa possession. Parmi les pièces préservées, se trouvent des parties importantes de l’empennage horizontal ainsi qu’un caisson de voilure droite quasiment complet.
Grâce à de telles pièces, il a été possible de valider ou d’affiner les hypothèses de construction des modèles de références géométriques, squelettes de droites et de plans indispensables pour assurer la cohérence de chacune des pièces entre elles. L’équipe a eu la satisfaction de voir que les épaisseurs relatives de voilure et de stabilisateur étaient correctes à quelques millimètres près.
Sources et références de gisements des pièces d'époque ,,,

### Laré-invention
Le fait de concevoir en trois dimensions grâce au logiciel CATIA V5, permet de croiser et de confronter les différentes informations disponibles. C’est le savoir-faire du bureau d’études qui pallie le manque d’informations précises et permet de converger sur la définition de l’avion en développant des hypothèses de conception.
En multipliant les correspondances entre des photographies de la production, des dessins du manuel, et parfois des relevés sur les rares pièces subsistantes de MB-151/152, les membres de l’équipe sont arrivés à redessiner les formes générales de l’avion.
Ils ont aussi établi une première maquette 3D « filaire » élémentaire donnant les grandes références géométriques de la structure de l’avion : plans de longerons, de cadres, de nervures et de lisses, axes et courbes majeurs.
C’est à partir de cette maquette que, une fois la structure définie, sont dessinées, d’une manière détaillée, chacune des pièces de l’avion.
La conception détaillée de la structure est parfois grandement facilitée par l’étude des pièces d’époque de MB-152, et ce, malgré leur état dégradé (corrosion, déformations dues au crash, etc.). Des relevés géométriques et l’analyse de l’assemblage des pièces entre elles, permettent d’affiner leur dessin en 3D sur CATIA V5.

## Reconstitution de la conception du MB-152
L’étude de la conception du MB-152, en vue de définir la liasse numérique 3D, a permis de redécouvrir des principes de construction répondant aux besoins de fabrication en grande série et d’utilisation opérationnelle de l’avion.

## L'avancement du projet
L’équipe est concentrée sur la phase de dessin détaillé de chacune des pièces de la structure principale de l’avion ainsi que la réalisation de pièces ou de sous-ensembles représentatifs. En utilisant, entre autres, le modules spécifiques CATIA V5 pour la conception des pièces aéronautiques en tôle pliée et cambrée, les tronçons du Bloch MB.152 ont ainsi commencé à prendre forme.
Dès 2013, l’empennage horizontal a été jugé assez mature pour produire une pièce d’après la définition numérique 3D.
Son longeron avant droit a été fabriqué à l’Unité Tôlerie et Peinture (UTP) de l’établissement Dassault Aviation d’Argenteuil. Cette fabrication valide le processus complet de rétro-conception avec les outils modernes de conception et fabrication assistées par ordinateur (CFAO).
À la fin de mars 2015, l’avancement de la maquette est le suivant :
- 90 % des formes extérieures ont été réalisées ;
- 80 % des modèles de références géométriques ont été conçus ;
- 65 % de la structure primaire ont été dessinés.

C’est la structure du caisson pilote qui est aujourd’hui la plus avancée afin de permettre sa fabrication.
L’objectif est de disposer d’une maquette complète de la structure du Bloch MB.152 pour la fin 2024.